# Крайчек, Лукаш
Лу́каш Кра́йичек (чеш. Lukáš Krajíček; 11 марта 1983, Простеёв) — чешский хоккеист, защитник. Трёхкратный призёр мировых чемпионатов.

## Карьера

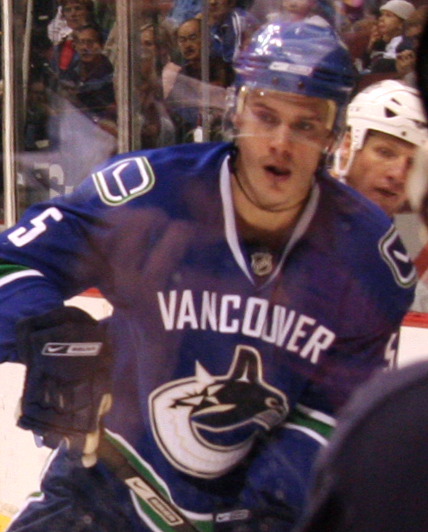
Лукаш в составе «Ванкувер Кэнакс»

Лукаш Крайичек начал свою профессиональную карьеру в 1999 году в составе клуба «Детройт Компьювеар», выступая до этого за фарм-клуб чешского «Злина». В следующем году на драфте Канадской хоккейной лиги он был выбран в 1 раунде под общим 3 номером клубом «Питерборо Питс», а спустя год на драфте НХЛ он был выбран также в 1 раунде под общим 24 номером клубом «Флорида Пантерз».
В составе «Питерборо Питс» Лукаш успешно выступал на протяжении трёх сезонов, регулярно попадая в различные символические сборные OHL. В 2002 году Крайичек дебютировал в НХЛ в составе «Флориды», впоследствии выступая, по большей части, в клубе АХЛ «Сан-Антонио Рэмпэйдж». 23 июня 2006 года, после того как Лукаш провёл неплохой сезон в составе «пантер», он стал участником большого обмена, в результате которого сам Крайичек, а также Роберто Люонго стали игроками «Ванкувер Кэнакс», а во Флориду переехали Тодд Бертуцци, Алекс Олд и Брайан Аллен. Более того, «Ванкувер» получил право выбора на драфте 2006 года, которым впоследствии стал Сергей Широков.
В составе «Кэнакс» Лукаш закрепился в качестве одного из основных защитников, однако по причине травмы в своём втором сезоне в Канаде он провёл лишь 39 матчей. 6 октября 2008 года Крайичек был обменян в «Тампу», в составе которой в сезоне 2008/09 он набрал 19 (2+17) очков в 71 проведённом матче. Начало сезона 2009/10 Лукаш провёл в основе «Тампы», после чего был командирован в её фарм-клуб «Норфолк Эдмиралс».
30 января 2010 года, спустя несколько дней после того, как «молнии» выставили его на драфт отказов, Крайичек подписал контракт с «Филадельфией Флайерз». В её составе за оставшуюся часть сезона Лукаш провёл 49 матчей, набрав 5 (1+4) очков. 16 сентября 2010 года Крайичек принял решение вернуться на родину спустя 11 лет, заключив соглашение с клубом «Оцеларжи». Сезон 2010/11 стал самым успешным в истории клуба, который завоевал золотые медали чешского первенства, а сам Лукаш получил звание лучшего защитника Экстралиги, также завершив сезон с лучшим показателем полезности в чемпионате (+22).
27 мая 2011 года Крайичек подписал контракт с минским «Динамо». 12 сентября в матче против омского «Авангарда» Лукаш дебютировал в Континентальной хоккейной лиге, а уже 18 сентября в игре с мытищинским «Атлантом» он набрал своё первое очко в КХЛ, сделав результативную передачу. 5 дней спустя в матче против того же «Атланта» Крайичек забросил свою первую шайбу в лиге. 27 января 2012 года руководство белорусского клуба приняло решение продлить соглашение с игроком ещё на 2 года. Всего в своём дебютном сезоне в КХЛ Лукаш принял участие в 44 матчах, записав на свой счёт 14 (2+12) очков.
В июле 2020 года бывший игрок минского "Динамо" Лукаш Крайичек завершил карьеру из-за серьезных проблем с желудком.

### Международная
В составе сборной Чехии Лукаш Крайичек принимал участие в молодёжных чемпионатах мира 2002 и 2003 годов, на которых он провёл 13 матчей и набрал 8 (3+5) очков. На взрослом уровне Лукаш выступал на чемпионатах мира 2006, 2011 и 2012 годов, завоевав за это время серебряные и дважды бронзовые медали мировых первенств. Также Крайичек призывался под знамёна сборной для участия в этапах Еврохоккейтура в сезонах 2005/06, 2010/11 и 2011/12. Всего на его счету 10 (3+7) очков в 68 проведённых матчах за сборную.

## Достижения
- Член символической сборной новичков Канадской хоккейной лиги 2001
- Член символической сборной новичков OHL 2001
- Член символической сборной Канадской хоккейной лиги 2003
- Член символической сборной OHL 2003
- Серебряный призёр чемпионата мира 2006
- Бронзовый призёр чемпионата мира 2011 и 2012
- Чемпион Чехии 2011 и 2019
- Серебряный призёр чемпионата Чехии 2018
- Лучший защитник чемпионата Чехии 2011
- Лучший показатель «+/-» чемпионата Чехии 2011

## Статистика
| Легенда | Легенда                    | Легенда | Легенда                   | Легенда | Легенда    |
| ------- | -------------------------- | ------- | ------------------------- | ------- | ---------- |
| И       | Количество проведённых игр | Штр     | Штрафное время            | +/−     | Плюс-минус |
| Г       | Голы                       | П       | Голевые передачи          | О       | Очки       |
| -       | Статистика неизвестна      | —       | Статистика не учитывалась |         |            |

### Клубная карьера
- a В этом сезоне в «Плей-офф» учитывается статистика игрока в Кубке Надежды.